# Thailand Route 12

Highway Nr. 12

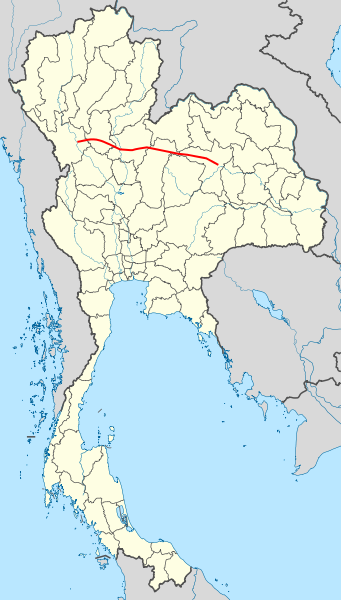
Verlauf der Nationalstraße Nr. 12 bis 2006

Thailand Route 12 (Thai: ทางหลวงแผ่นดินหมายเลข 12 - Thang Luang Phaen Din Mai Lek 12, Deutsch: Nationalstraße Nr. 12; im englischen Sprachgebrauch: Highway 12, ursprünglicher Name: Thanon Charot Withi Thong, ถนนจรดวิถีถ่อง) ist eine Schnellstraße in Thailand. Sie ist Teil des von der Asiatischen Entwicklungsbank im Rahmen des Wirtschaftsforums Greater Mekong Subregion definierten Ost-West-Wirtschaftskorridors, der von Myanmar über Thailand und Laos bis an die vietnamesische Küste führt.

## Straßenverlauf
Die Thailand Route 12 ist eine bedeutende West-Ost-Verbindung in der Nordregion Thailands und ist Bestandteil des Asian Highway AH16. Sie beginnt in der Stadt Tak, an der Kreuzung zur Thanon Phahonyothin und der Nationalstraße 1107. Sie führt dann in Richtung Osten zur Provinz Sukhothai. Dort führt sie mitten durch den Geschichtspark Sukhothai bis zur alten Stadt Sukhothai, von wo es in Richtung Südosten zur Provinz Phitsanulok geht. In Phitsanulok teilt sie sich mit der Nationalstraße 11 den Straßenverlauf bis Wang Thong und führt weiter nach Osten in Richtung Südosten zum Landkreis Amphoe Nakhon Thai, wo sie in Serpentinen über das Phetchabun-Gebirge bis hinüber zum Landkreis Amphoe Khao Kho der Provinz Phetchabun geht. Im Nordosten der Provinz Phetchabun muss sie anschließend die Dong-Phaya-Yen-Bergkette überwinden, bis sie dann für eine kurze Strecke durch die Provinz Chaiyaphum und durch den Westen der Provinz Khon Kaen in der Stadt Khon Kaen endete. In der Stadtmitte von Khon Kaen mündete sie in die Thanon Mittraphap.
Mit der Fertigstellung der Zweiten Thailändisch-Laotische Freundschaftsbrücke im Jahr 2006 wurde die Route 2042 durch die Route 12 heraufgestuft und über Somdet, Kalasin bis Mukdahan ersetzt.

## Eindrücke von der Nationalstraße Nr. 12

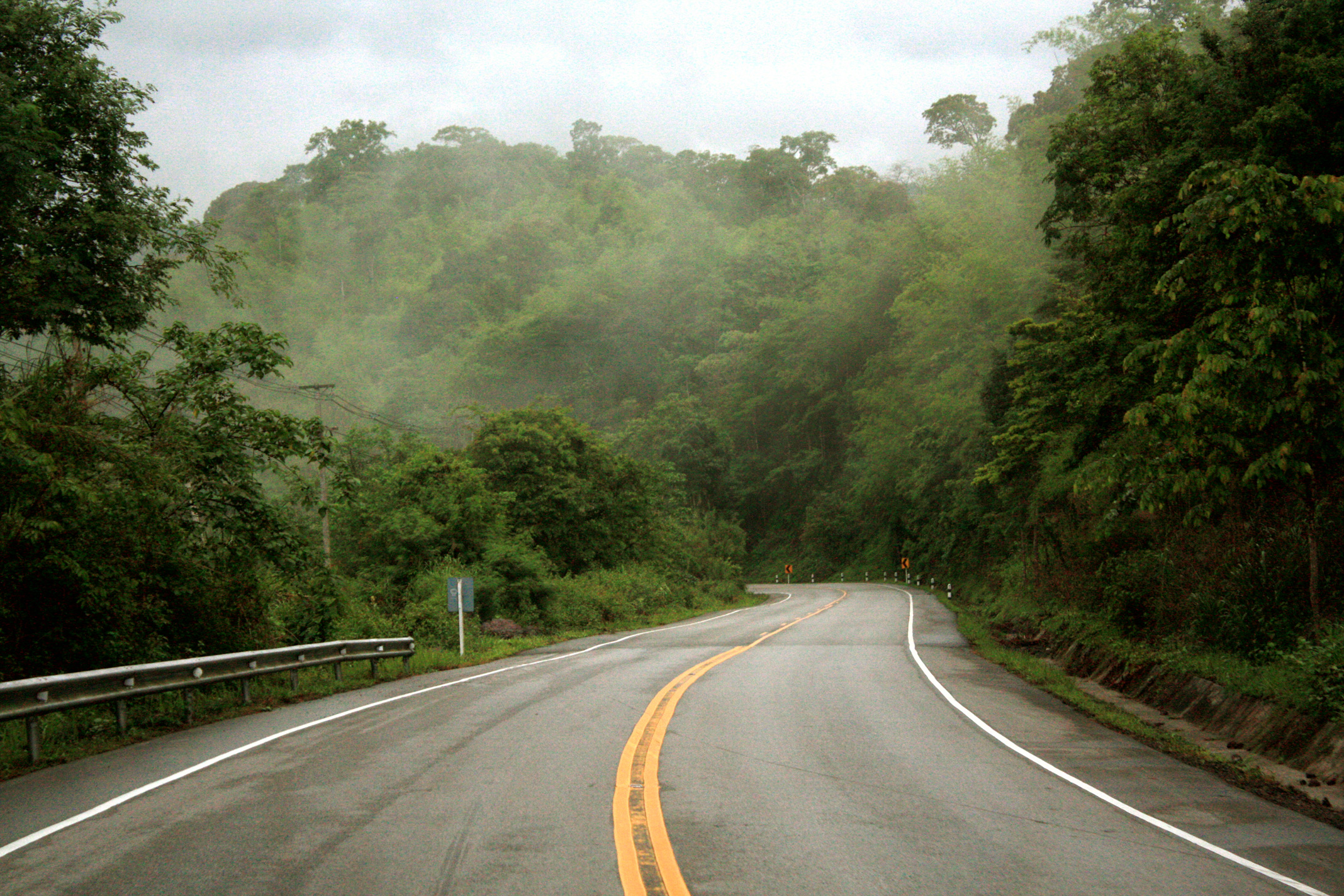
Highway 12 im Nationalpark Nam Nao, Landkreis Nam Nao, Provinz Phetchabun
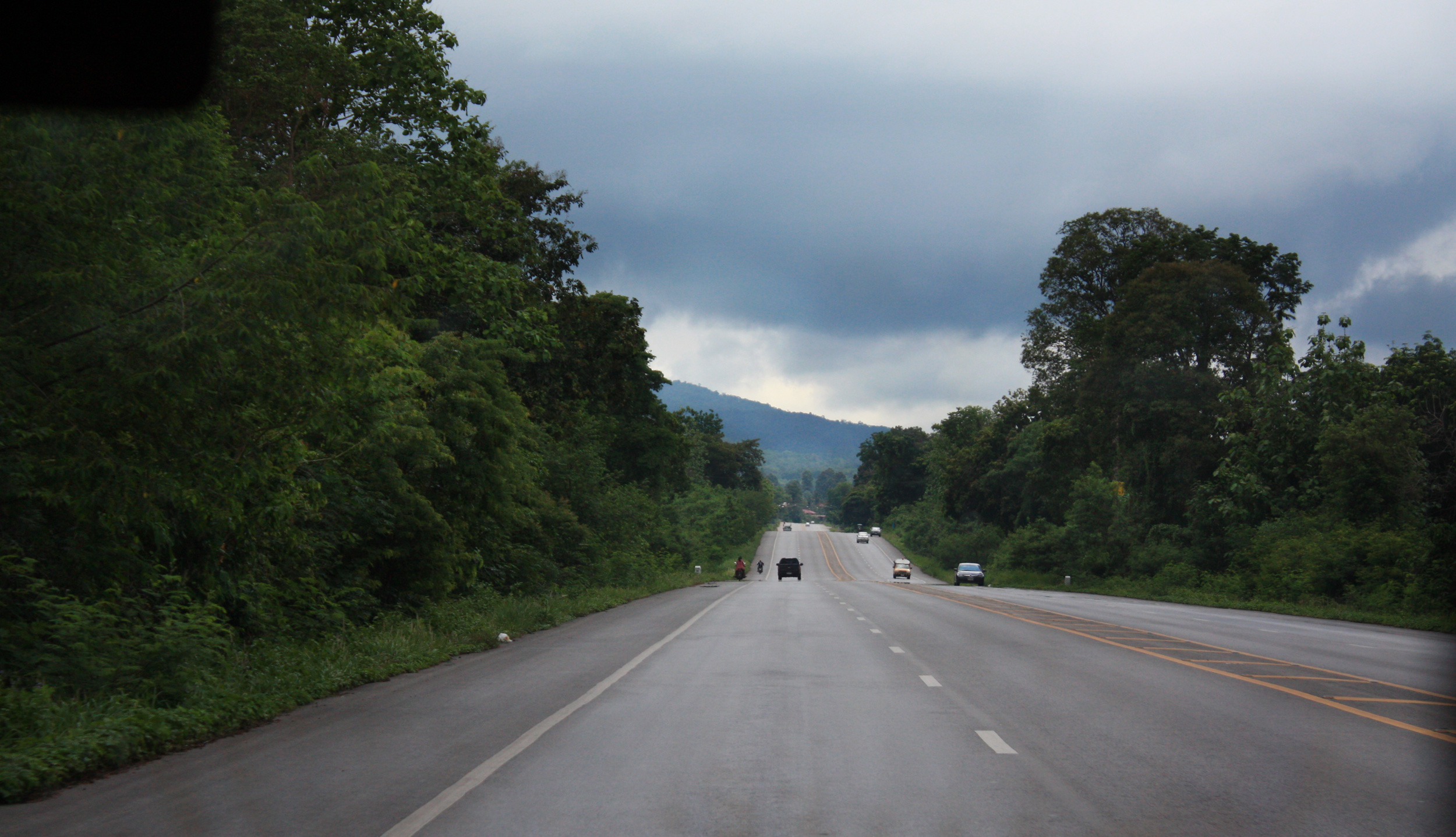
Highway 12 im Landkreis Nong Ruea, Provinz Khon Kaen
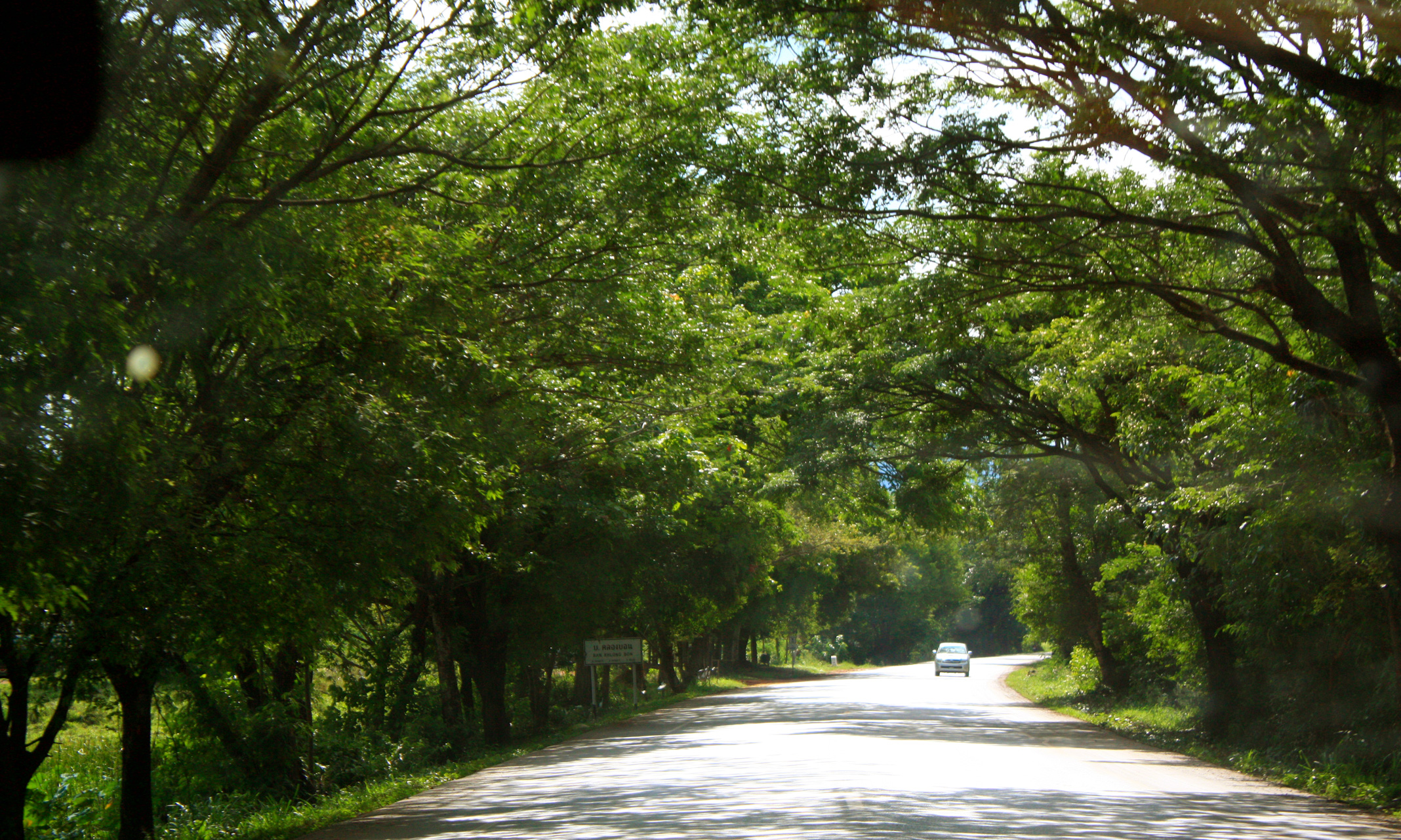
Highway 12 im Landkreis Chum Phae, Provinz Khon Kaen
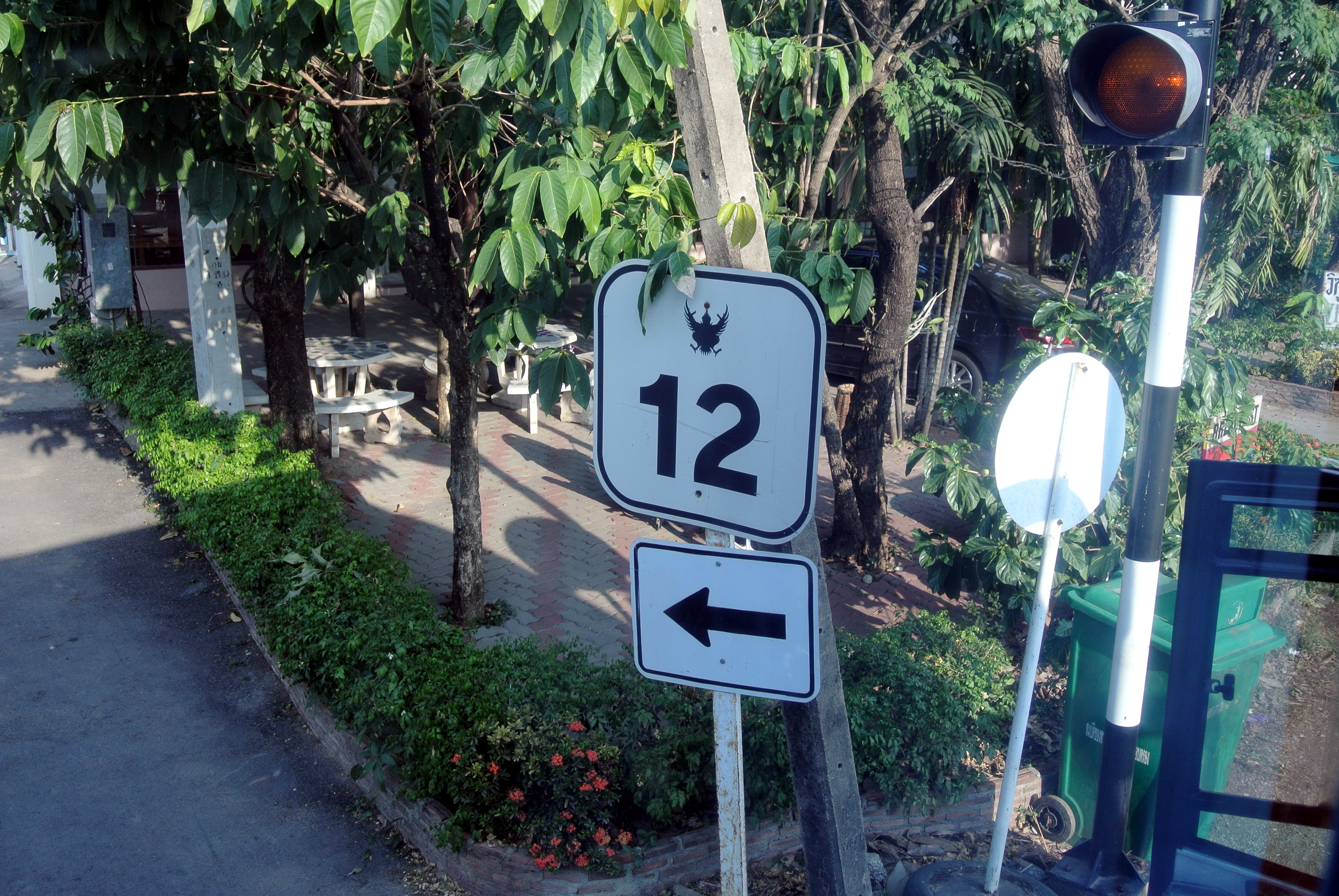
Schild auf Nationalstraße 12
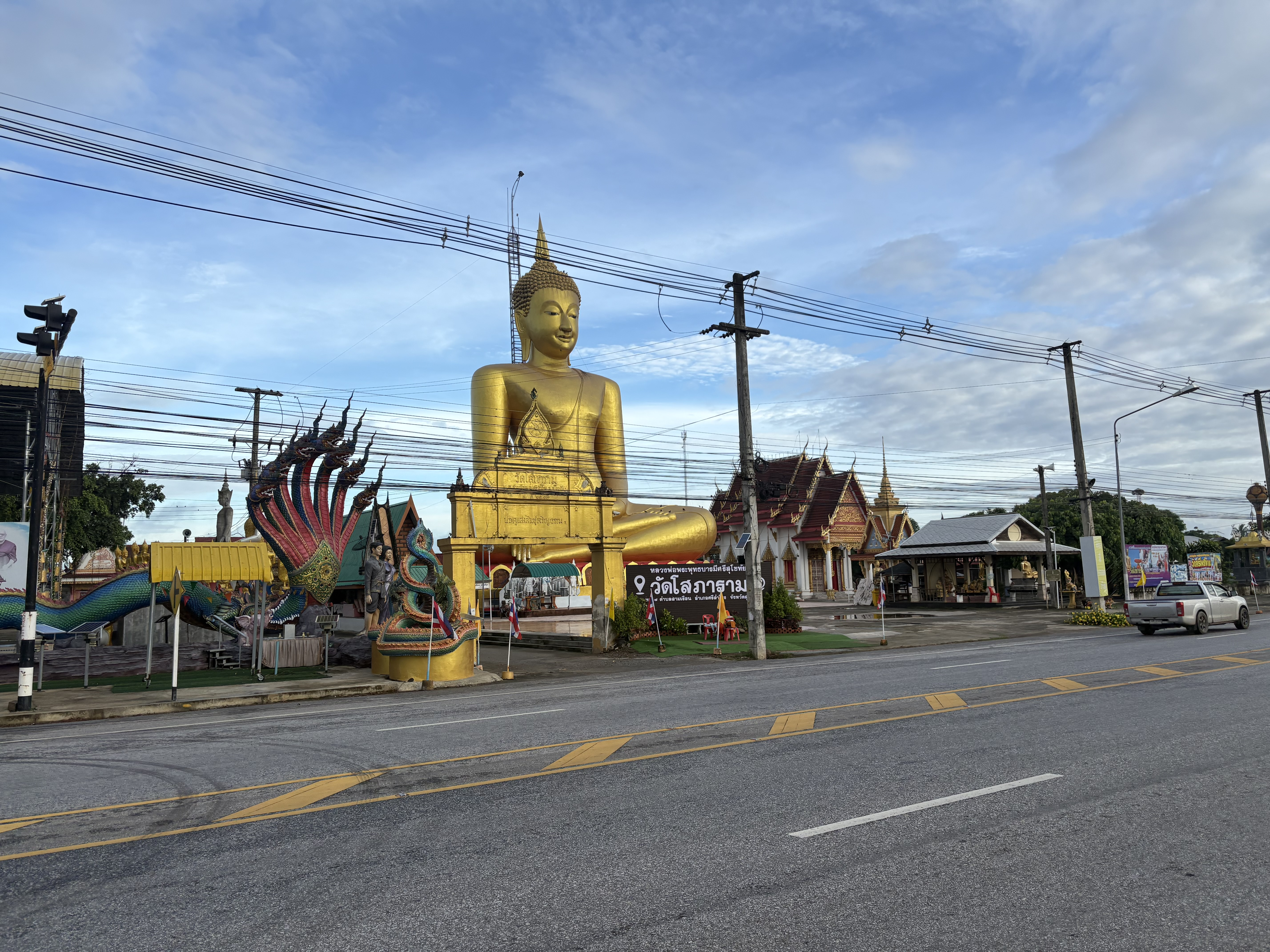
Highway 12 vor dem Tempel Wat Sopharam im Landkreis Si Samrong, Provinz Sukhothai. Sie heißt hier Straße Chrot Withi Thong.

## Kartenmaterial
- ThinkNet: MapMagic Thailand 2013. Multi-Purposes Bilingual Mapping Software, Thinknet Co., Ltd., Bangkok, 2013, ISBN 978-616-7547-28-2